# حادثه ایگا
حادثه ایگا (به ژاپنی: 伊賀氏事件)؛ یک تحول سیاسی در شوگون‌سالاری کاماکورا بود که توسط خاندان ایگا از ژوئن تا ژوئیه ۱۲۲۴ در اوایل دوره کاماکورا ایجاد شد. به آن حادثه خاندان ایگا نیز می‌گویند.

## بررسی اجمالی
در ۱۳ ژوئن ۱۲۲۴، شیکن دوم، هوجو یوشیتوکی، ناگهان درگذشت. در آن زمان، پسر بزرگ یوشیتوکی هوجو یاسوتوکی (پسر ارشد، متولد ۱۱۸۳ میلادی) و برادر کوچکتر یوشیتوکی، هوجو توکیفوسا با نام روکوهارا تاندای در کیوتو بودند. خبر مرگ او سه روز بعد در تاریخ ۱۶ ژوئن به کیوتو منتقل شد، هوجو یاسوتوکی در ۱۷ و هوجو توکیفوسا در ۱۹ عازم پایتخت شدند. یاسوتوکی در روز ۲۶ وارد کاماکورا شد، اما ابتدا در ساحل یوئیگاهاما ماند و روز بعد، ۲۷، به محل اقامت خود بازگشت. در آن زمان مراسم تشییع جنازه یوشیتوکی در روز هجدهم برگزار شد.
ترتیب قرار گرفتن برادران بر اساس نوبت برای در دست گرفتن منصب پدر در آن زمان عبارت بودند از:
1. هوجو یاسوتوکی (پسر ارشد، متولد ۱۱۸۳ میلادی)
2. هوجو توموتوکی (دومین پسر متولد ۱۱۹۳ میلادی)
3. هوجو شیگه‌توکی (سومین پسر متولد ۱۱۹۸ میلادی)
4. هوجو ماسامورا (پنجمین پسر متولد ۱۲۰۵ میلادی)
5. هوجو سانه‌یاسو/سانه‌یوشی (ششمین پسر ۱۲۰۸ میلادی)
6. هوجو آریتوکی (چهارمین پسر متولد ۱۲۰۰ میلادی از یک زن سوکوشیتو)[۱]

به این ترتیب پنجمین پسر یعنی هوجو ماسامورا، پسر ارشد همسر دوم یوشیتوکی (نامادری یاسوتوکی) ایگا نو کاتا بزرگ‌ترین پسر و وارث برحق پدر محسوب نمی‌شد. علاوه بر این، در آزوما کاگامی نوشته شده که ۱۰ روز طول کشید تا یاسوتوکی به کاماکورا برسد که برای یک موقعیت اضطراری بسیار دیر است، اما در «هورکی اینترکی» یاسوتوکی مدتی در ولایت ایزو می‌ماند و توکیفوسا ابتدا به کاماکورا می‌رود برای مطمئن شدن از امن بودن آن، سپس یاسوتوکی نیز وارد کاماکورا می‌شود.
در بیست و هشتم، یاسوتوکی به کاخ عمه اش هوجو ماساکو، ملازم کاماکورا-دونو دعوت شد. ماساکو تصمیم گرفت یاسوتوکی را به عنوان شیکن منصوب کند و 
اوئه هیروموتو نیز موافقت کرد. با این حال، در آن زمان در کاماکورا، شایعه ای وجود داشت که یاسوتوکی، برادرش ماسامورا را خواهد کشت و اطراف ماسامورا در آشوب و نگرانی بود. همچنین شایعاتی مبنی بر مخالفت خاندان ایگا با جانشینی یاسوتوکی به ریاست خانواده وجود داشت و شایعات حاکی از آن است که ایگا نو کاتا قصد داشت پسر بیولوژیکی خود ماسامورا را در مقام شیکن قرار دهد، به برادر بزرگترش ایگا میتسومونه منصب سرپرستی او را بدهد و گفته شده که آنها در تلاش بودند تا داماد او ایچیجو سانه‌ماسا  را به عنوان شوگون نامزد کنند.
در ماه هفتم، میتسومونه و برادران کوچکترش اغلب از اقامتگاه میئورا  یوشیمورا، گوکه‌نین قدرتمند کاماکورا و ابوشی اویای ماسامورا دیدن می‌کردند. ماساکو نگران بود که در صورت پیوستن یوشیمورا به نیروهای ماسامورا و میتسومونه، شوگون سالاری سرنگون شود، بنابراین ماساکو در اواخر شب در روز هفدهم به‌طور مخفیانه از یوشیمورا دیدن کرد.
او از یوشیمورا در مورد رابطه اش با ماسامورا و میتسومونه سؤال کرد و از او خواست که اگر قصد شورش با میتسومونه و دیگران را ندارد، برای حل این وضعیت همکاری کند. یوشیمورا توضیح داد که ماسامورا قصد شورش را نداشت و عهد کرد که از خشونت برادران میتسومونه جلوگیری کند.
در ۱ ژوئیه، ماساکو شوگون چهارم میتورا را به اقامتگاه یاسوتوکی آورد و همه بزرگان از جمله یوشیمورا را احضار کرد. ماساکو به آنها از وجود یک طرح شورش گفت و خواستار همکاری آنها برای جلوگیری از شورش شد. از آنجایی که اکثریت گوکه‌نین‌ها از یاسوتوکی حمایت کرد، خاندان ایگا تبعید شدند، به این ترتیب که ایگا نو کاتا به ولایت ایزو، میتسومونه به ولایت شینانو، برادران کوچکتر میتسومونه، تومویوکی و میتسوشیگه به کیوشو تبعید شدند. ایچیجو سانه‌ماسا، اشراف دربار، به دلیل توجه به نظر دربار امپراتوری به کیوتو بازگردانده شد و سپس به ولایت اچیزن تبعید شد.
میگتسوکی دفتر خاطرات فوجیوارا نو تیکا (۱۲۴۱–۱۱۶۲)، اشراف و شاعر درباری است که از سن ۱۸ تا ۷۴ سالگی به مدت ۵۶ سال نوشته است. بر پایه این دفتر خاطرات شیکن دوم هوجو یوشیتوکی به دست همسرش ایگا نو کاتا مسموم شده است.